# Коэн, Джордж
Джордж Ре́джиналд Ко́эн (англ. George Reginald Cohen; 22 октября 1939, Лондон, Англия — 23 декабря 2022) — английский футболист, защитник. Чемпион мира 1966 года в составе сборной Англии. Член ордена Британской империи.

## Карьера

### Клубная
Профессиональную карьеру начал в 1956 году в «Фулхэме», за который впоследствии выступал вплоть до завершения карьеры игрока. Всего сыграл за «Фулхэм» 459 матчей, в которых забил в ворота соперников 6 мячей.

### В сборной
В составе главной национальной сборной Англии дебютировал в 1964 году в матче со сборной Уругвая, а в 1966 году стал вместе с ней чемпионом мира. Последний раз в составе сборной сыграл 22 ноября 1967 года в домашнем матче против сборной Северной Ирландии на стадионе Уэмбли. Джордж Коэн стал первым из победного состава сборной Англии 1966, кто прекратил выступления за сборную.

## Достижения
Чемпион мира: (1)
- 1966

## Награды
В 2000 году, вместе с Аланом Боллом, Нобби Стайлзом и Роджером Хантом — тремя другими игроками «золотой» команды 1966 года, Джордж был награждён рыцарским орденом Британской империи 5-го класса (MBE).
Включён в Зал славы английского футбола в 2009 году.